# Åvarps fälad
Åvarps fälad är ett naturreservat i Bjuvs kommun i Skåne län.

## Flora och fauna
Växter som finns inom området är bl.a. gullviva, jordtistel, jungfrulin, prästkrage, smörbollar, ängshavre och ängsvädd.